# Bulimulus habeli
Bulimulus habeli é uma espécie de gastrópode  da família Orthalicidae.
É endémica de Equador.
Está ameaçada por perda de habitat.